# سلسلة هواوي ميت
 سلسلة هواوي ميت (سابقا سلسلة هواوي ميت ايسند) هي الهواتف الرائدة التي تقدم فيها هواوي أحدث وأعلى التقنيات المتاحة لديهم في كل عام. بدعم فابلت الهواتف الذكية التي تنتجها شركة هواوي. منذ عام 2016، دخلت هواوي في شراكة هندسية مشتركة مع الشركة المصنعة الألمانية لايكا، التي تم استخدام عدساتها لاحقًا في سلسلة هواوي ميت. نرى دائمًا أن هواوي تقدم كل ما هو جديد من أفكار في التصميم لهواتفها الرائدة في سلسلة الميت. تركز هواوي دائمًا على اختيار أحدث التقنيات لإضافتها في شاشة هواتفها الجديدة من سلسلة ميت. الفرق الأبرز بين سلسلة الميت والبي والذي تتعمده هواوي في كل عام أن سلسلة هواتف ميت الرائدة هي من تحصل على أحدث تقنيات الذكاء الاصطناعي التي تقدمها هواوي في شرائح المعالجة الجديدة الخاصة بها، والتي نراها فقط عند إصدار سلسلة هاتف ميت، ثم تحصل عليها سلسلة بي بعد ذلك مع تركيز أكبر على الكاميرات في سلسلة البي.

## الهواتف

### هواوي اسيند ميت
تم الإعلان عن الهاتف الذكي Huawei Ascend Mate في عام 2013 في معرض الإلكترونيات الاستهلاكية. تم إصداره في الصين في فبراير 2013 ؛ كان إصداره الدولي في مارس 2013.
- الشاشة: شاشة IPS مقاس 6.1 بوصة بدقة 720x1280 بكسل
- ذاكرة الوصول العشوائي: 1 أو 2 جيجابايت
- البطارية: 4050 مللي أمبير

### هواوي اسيند ميت 2 4 جي
أعلنت هواوي عن الهاتف الذكي Huawei Ascend Mate 2 4G في CES في عام 2014.
- الشاشة: شاشة مقاس 6.1 بوصة بدقة 720x1280 بكسل
- المعالج: كوالكوم سنابدراغون 400

### هواوي اسيند ميت 7
صدر 2014، سبتمبر.
- الشاشة: 6.0 بوصة 1080 × 1920 بيكسل
- المعالج: هايسلكون كيرين 925

### هواوي ميت اس
أعلنت شركة هواوي عن هاتف هواوي ميت أس الذكي في 2 سبتمبر 2015 في معرض إيفا برلين في برلين.
- الشاشة: شاشة 5.5 بوصة بدقة 1080 × 1920 بيكسل
- المعالج: هايسلكون كيرين 935
- الرام: 3 جيجا
- البطارية: 2700 مللي أمبير

### هواوي ميت 8
تم إصداره في 26 نوفمبر 2015 في الصين والعالم في الربع الأول من عام 2016.
- الشاشة: شاشة 6.0 بوصة بدقة 1080 × 1920 بيكسل
- المعالج: هايسلكون كيرين 950
- رام: 4 جيجا

### هواوي ميت 9
صدر 2016، ديسمبر.
- الشاشة: شاشة 5،9-إنش IPS LCD تعمل باللمس
- المعالج: هايسلكون كيرين 960
- رام: 4 جيجا

### هواوي ميت 10
صدر 2017، نوفمبر.
- الشاشة: شاشة 5.9 بوصة بدقة 1440 × 2560 بكسل
- المعالج: هايسلكون كيرين 970
- رام: 4 جيجا

### هواوي ميت أس إي
أطلق هواوي ميت أس إي في الولايات المتحدة في 6 مارس 2018. إنها في الأساس نسخة معدلة العلامة التجارية لـ Honor 7X الدولي، لأن الهاتف الذكي Honor 7X الذي تم إصداره سابقًا في الولايات المتحدة كان مختلفًا عن الإصدار الدولي.
- الشاشة: شاشة 5.93 إنش بدقة 1080x2160 بيكسل
- المعالج: هايسلكون كيرين 659
- التخزين: 64 جيجا بايت (قابلة للتوسيع)
- الرام: 4 جيجابايت
- البطارية: 3340 مللي أمبير
- الألوان: رمادي أو ذهبي

### هواوي ميت 20
أعلنت شركة هواي عن ثلاثة هواتف في سلسلة هواوي ميت 20، وهي هواوي ميت 20 وهواوي ميت 20 برو و هواوي ميت 20 إكس في حدث في لندن بإنجلترا في 16 أكتوبر 2018، بعد الإعلان عن أرخص هاتف هواوي ميت 20 لايت في برلين، ألمانيا في 31 أغسطس 2018.

### هواوي ميت إكس
هواوي ميت إكس هو أول جهاز قابل للطي من هواوي. يقدم الهاتف شاشة OLED مقاس 8 بوصات عند فتحها. أثناء الطي، هناك شاشة 6.6 بوصة في الأمام وشاشة 6.38 بوصة في الخلف. استخدمت الشركة تصميم أجنحة الصقر جنبًا إلى جنب مع مفصلة قابلة للتمدد على الهاتف. يدعم الهاتف أيضًا تقنية 5G. إنه أغلى من منافسه الرئيسي سامسونج جالكسي فولد، حيث يباع بسعر 2599 دولارًا، أو 2299 يورو.

### هواوي ميت 30
تم الكشف عن إصدارات هواوي ميت 30 وبرو في 19 سبتمبر 2019 في ميونيخ، ألمانيا وتم إصدارها في 26 سبتمبر 2019 في الصين. إنها النماذج الأولى التي يمكن إصدارها بدون تطبيقات جوجل المثبتة مسبقًا بسبب العقوبات الأمريكية.

### هواوي ميت باد برو
تم الإعلان عن هواوي ميت باد برو في 25 نوفمبر 2019 وتم إصداره رسميًا في 12 ديسمبر 2019. إنه أحد أجهزة هواوي التي لا تحتوي على خدمات جوجل تمامًا مثل العديد من أجهزة هواوي الأخرى التي تم إصدارها مؤخرًا ولكنها لا تزال تحتفظ بنظام أندرويد 10 باعتباره رمز المصدر لـ أم يو اي 10.1. تلقى الجهاز اللوحي استقبالًا إيجابيًا بشكل رئيسي من المراجعين ولكن تم انتقاده بسبب الكاميرا وعدم وجود مجموعة متنوعة من التطبيقات.

### هواوي ميت 40
لا يُعرف الكثير عن هواوي ميت 40، ولكن من المتوقع أن يتم إصداره تقريبًا في شهري سبتمبر وأكتوبر.